# Hylemorfism

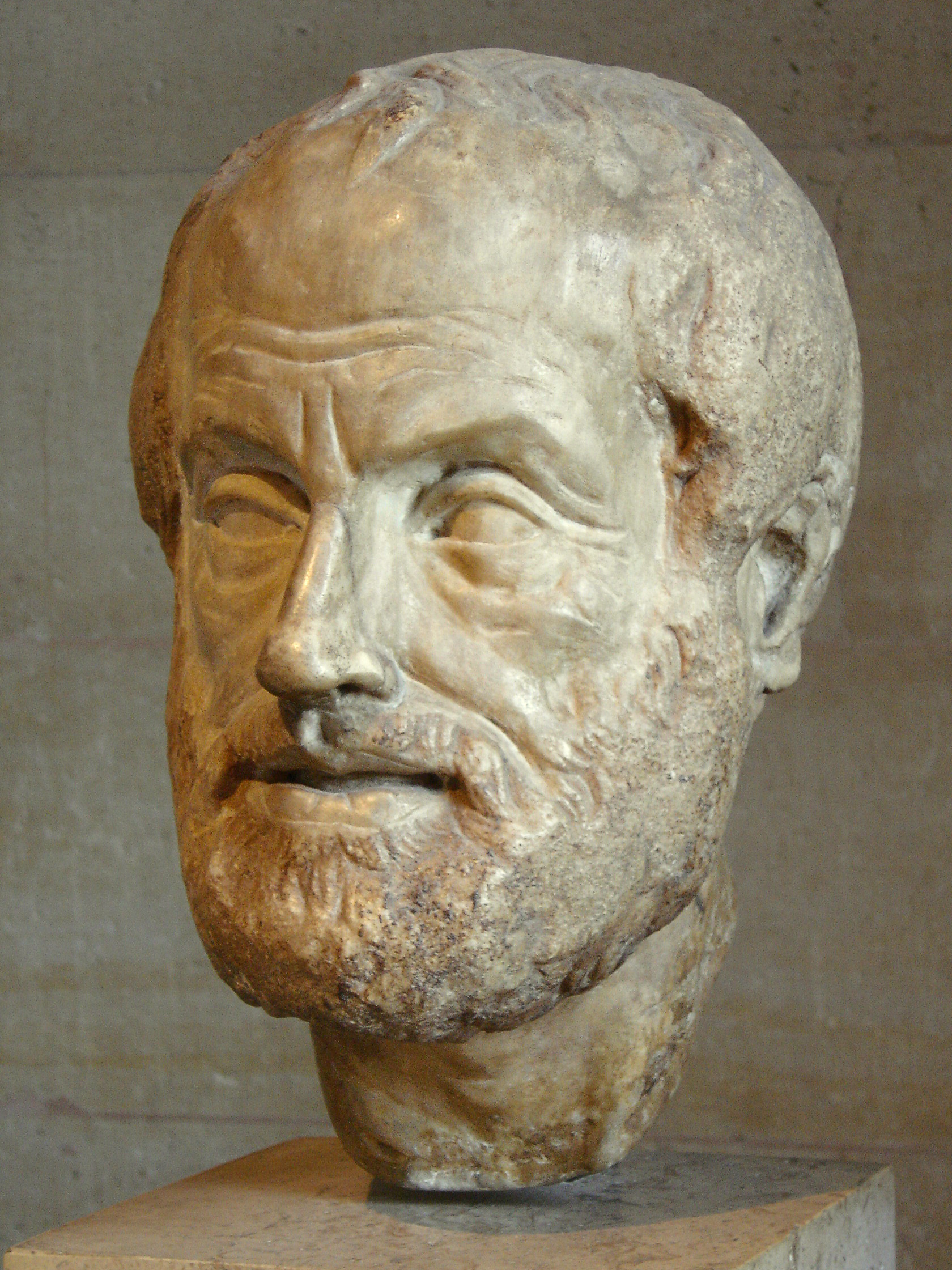
Aristoteles

Hylemorfism, även benämnd hylomorfism (av grekiskans ὑλη "ämne", "materia" och μορφή "form"), är en teori utvecklad av den grekiske filosofen Aristoteles. Enligt hylemorfismen består alla kroppar, all substans, av materia och form som samverkar sinsemellan.
Hylemorfismen är även av stor betydelse för Thomas av Aquino och inom den skolastiska traditionen.